# Cheers (album)
Cheers è il primo album solista del rapper di Detroit Obie Trice, pubblicato dalla Shady Records e dalla Interscope il 23 settembre 2003.
Gli argomenti sono vari e trattano la vita dell'artista,  i problemi con sua madre, le sue relazioni con le donne e il fatto che non abbia mai dimenticato gli amici, nonostante il successo nella carriera musicale.
Inoltre, sono presenti anche diss verso i rapper Benzino e Ja Rule, ai tempi entrambi in faida contro la Shady Records e i loro artisti.

## Tracce
1. Average Man – 4:16
2. Cheers – 3:34
3. Got Some Teeth – 3:47
4. Lady (feat. Eminem) – 4:45
5. Don't Come Down – 5:11
6. The Set Up (feat. Nate Dogg) – 3:13
7. Bad Bitch (feat. Timbaland) – 4:09
8. Shit Hits the Fan (feat. Dr. Dre, Eminem) – 4:53
9. Follow My Life – 3:55
10. We All Die One Day (feat. Eminem, 50 Cent, Lloyd Banks) – 5:29
11. Spread Yo Shit (feat. Denaun Porter) – 4:03
12. Look in My Eyes (feat. Nate Dogg) – 4:50
13. Hands on You (feat. Eminem) – 5:12
14. Hoodrats – 4:12
15. Oh! (feat. Busta Rhymes) – 4:30
16. Never Forget Ya – 4:27
17. Outro (feat. Eminem, Swifty, Kuniva, Proof, Bizarre dei D12) – 4:02

Tracce bonus
1. 8 Miles – 3:57
2. Synopsis – 1:18

## Campionamenti
- "Got Some Teeth" contiene elementi cantati da "Without Me" di Eminem
- "Spread Yo Shit" campiona "Blow My Buzz" dei D12
- "Don't Come Down" campiona "When You Believe" di Quincy Jones & Tata
- "Follow My Life" campiona "Big Poppa" di The Notorious B.I.G.

## Posizione nelle classifiche

### Album
| Anno | Album  | Posizione     | Posizione              |
| Anno | Album  | Billboard 200 | Top R&B/Hip Hop Albums |
| ---- | ------ | ------------- | ---------------------- |
| 2003 | Cheers | 5             | 3                      |

### Singoli
| Anno | Canzone          | Posizione         | Posizione                        | Posizione      | Posizione       |
| Anno | Canzone          | Billboard Hot 100 | Hot R&B/Hip-Hop Singles & Tracks | Hot Rap Tracks | Rhythmic Top 40 |
| ---- | ---------------- | ----------------- | -------------------------------- | -------------- | --------------- |
| 2003 | "Got Some Teeth" | 11                | 33                               | 12             | 12              |
| 2004 | "The Setup"      | 73                | 39                               | 19             | 30              |